# Emil Boldan
Emil Boldan (născut Bernstein) (n. 15 ianuarie 1909, Focșani - d. 1997) a fost un istoric literar român.

## Biografie
Este fiul Paulinei și al lui Lupu Bernstein (Vile Boldan ?), un mic comerciant evreu. După ce a urmat liceul la Focșani și București,  urmat Facultatea de Litere și Filosofie a Universității din București, pe care a absolvit-o "cum laude" în 1932.
Debutul său l-a făcut în Bilete de papagal (1928), prin două schițe, semnate cu pseudonimul Emil Sarval.
Debutul editorial l-a făcut cu opera “Alecu Russo. Omul, opera, comentarii” (Editura de Stat, 1948). Cartea este o monografie scrisă în spiritul timpului, sociologizant, fără temeiuri intelectuale particulare în „comentarii”. Urmăatoarea carte, „Costache Negri, scrieri social-politice” (Editura politică, 1978) îi oferă cercetătorului un câmp larg de punere în valoare a cunoștințelor filologice acumulate de-a lungul unei întinse cariere pedagogice și de cercetător.
În viața sa a ocupat mai multe funcții printre care și: profesor în învățământul liceal, apoi universitar. A fost decan al Facultății de limbă și literatură română (1953 -1954), rector al Institutului de limbi străine (1954 – 1955), rector al Institutului pedagogic București (1956 – 1960), redactor șef adjunct al “Gazetei învățământului” (1951 – 1953), secretar general al Societății de științe istorice și filologice (1968 – 1971), redactor responsabil adjunct al revistei “Limbă și literatură” (1960 – 1971).

## Despre operă
Tributar până către sfârșitul deceniului al șaptelea din secolul trecut al unui concept sociologizant de literatură, Boldan a contribuit din plin la așa-numita „reconsiderare" a clasicilor și la „valorificarea științifică a moștenirii literare", prin sublinierea laturilor „progresiste", ca și a „erorilor ideologice" ale diferiților scriitori.
În volumul V, din 1961, al publicației "Limbă și literatură", editată de Societatea de Științe Istorice și Filologice din R.P.R., sub titlul Prezentare succintă a istoriei literaturii române, Emil Boldan a pus în aplicare interesele politice ale epocii proletcultiste în literatură, înțeleasă ca un instrument al ideologiei comuniste, promovând deschis lupta de clasă împotriva burgheziei.
În prezentarea succintă, el disocia tranșant între „forțele progresiste" și „pozițiile reacționare", considerând, de pildă, drept „curente diversioniste" și „retrograde" nu doar sămănătorismul și poporanismul, dar și simbolismul. În acest spirit sunt „reconsiderați", în antologii și prefațe, corifeii Școlii Ardelene, Alecu Russo, Alecu Donici, chiar și Miron Costin. Insa, autorul căruia i-a consacrat cea mai mare parte a activității de editor este Costache Negri.
Ediția Scrieri (I-II, 1966) cuprinde, pe lângă beletristică, bogată și însemnata corespondența particulară cu Vasile Alecsandri, Ion Ghica, Mihail Kogălniceanu și alții. Remarcabilă este și ediția corespondenței dintre Costache Negri și Al. I. Cuza, ca și aceea dintre cei doi, pe de o parte, și Arthur Baligot, secretarul domnitorului.
A publicat numeroase studii corecte și didactice despre Samuil Micu, Ion Budai-Deleanu, Alecu Donici, Vasile Alecsandri, Alexandru Odobescu, Ioan Slavici, Alexandru Vlahuță etc.
A colaborat la redactarea unor manuale pentru învățământul liceal. A coordonat, de asemenea, un „Dicționar de terminologie literară”, primul de acest fel, la noi.

## Distincții
- Ordinul „Steaua Republicii Populare Romîne” clasa a V-a (13 octombrie 1964) „cu prilejul aniversarii a 100 de ani de la înființarea Universității din București, pentru activitate îndelungată, contribuție în dezvoltarea științei și merite deosebite în dezvoltarea învățămîntului superior”[3]

## Opera
- Alecu Russo. Omul, opera, comentarii, București, 1948;
- Noțiuni de teoria literaturii. Genul liric, București, 1950;
- Școala ardeleană (5), Editura Tineretului, 1959
- Dicționar de terminologie literară, București, 1970;
- Costache Negri, scrieri social-politice, București, 1978.

## Activitățti evreiești
- Ca delegat al Comunității Evreilor din București în anul 1944, a lucrat cu Organele Superioare ale Ministerului Educației și Instrucțiunii la redactea Decretelor Regale semnate de Regele Mihai.
- Între anii 1945-1948 a fost Președintele Casei de credit a profesorilor, scriitorilor și artiștilor evrei din România.